# کلیر لیک (داکوتای جنوبی)
کلیر لیک(به انگلیسی: Clear Lake) شهری در ایالت داکوتای جنوبی کشور ایالات متحده آمریکا است که جمعیت آن در سرشماری سال ۲۰۱۰ میلادی، ۱٬۲۷۳ نفر بوده‌است.